# Filip Flisar
Filip Flisar (Maribor, 28 de septiembre de 1987) es un deportista esloveno que compite en esquí acrobático, especialista en la prueba de campo a través.
Ganó una medalla de oro en el Campeonato Mundial de Esquí Acrobático de 2015. Adicionalmente, consiguió una medalla de plata en los X Games de Invierno.
Participó en tres Juegos Olímpicos de Invierno, ocupando el octavo lugar en Vancouver 2010, el sexto en Sochi 2014 y el séptimo en Pyeongchang 2018.

## Medallero internacional
| Campeonato Mundial | Campeonato Mundial    | Campeonato Mundial | Campeonato Mundial |
| Año                | Lugar                 | Medalla            | Prueba             |
| ------------------ | --------------------- | ------------------ | ------------------ |
| 2015               | Kreischberg (Austria) | Medalla de oro     | Campo a través     |

| X Games de Invierno | X Games de Invierno    | X Games de Invierno | X Games de Invierno |
| Año                 | Lugar                  | Medalla             | Prueba              |
| ------------------- | ---------------------- | ------------------- | ------------------- |
| 2012                | Aspen (Estados Unidos) | Medalla de plata    | Campo a través      |